# Idiogomphoides emmeli
Idiogomphoides emmeli är en trollsländeart som beskrevs av Belle 1995. Idiogomphoides emmeli ingår i släktet Idiogomphoides och familjen flodtrollsländor. IUCN kategoriserar arten globalt som otillräckligt studerad. Inga underarter finns listade i Catalogue of Life.